# Jundu Shan
Jundu Shan (军都山) ist ein Gebirgszug im Norden der regierungsunmittelbaren Stadt Peking in China. 
Er verläuft über die Gebiete von Changping, Yanqing und Huairou und verbindet die Gebirge Taihangshan (太行山) und Yan Shan (燕山).
Das Gebirge ist bis über 1500 m hoch und heutzutage ein beliebtes Skigebiet.